# HD 113337
HD 113337，又名BD+64 927，SAO 15962、HR 4934，是一颗恒星，视星等为6，位于銀經121，銀緯53.48，其B1900.0坐标为赤經12h 57m 52.5s，赤緯+64° 53.48′ 51″。